# بوبي راش
بوبي لي راش (بالإنجليزية: Bobby L. Rush) (23 نوفمبر 1946) هو سياسي أمريكي، وناشط وكاهن، وممثل الولايات المتحدة في الدائرة المؤتمرية الأولى في إلينوي، عمل في الكونغرس لأكثر من عقدين.
عمل راش كناشط في مجال الحقوق المدنية خلال الستينيات، وأسس فرع إلينوي لحزب الفهود السود.
انتُخب راش لأول مرة في الكونغرس في عام،1992 وتولى منصبه عام 1993. أعيد انتخابه بعد ذلك للمرة الثانية على التوالي. تقع الدائرة بشكل أساسي في جنوب شيكاغو، كان نحو 65% من عدد سكانها من عام 2003 إلى أوائل عام 2013 من الأمريكيين الأفارقة، وهي أعلى نسبة من بين الدوائر المؤتمرية الأخرى في البلاد. في عام 2011، أعادت جمعية إلينوي العامة تقسيم هذه المنطقة بعد تعداد السكان عام 2010. بقيت رغم ذلك الأقليات أغلبية، فمنذ أوائل عام 2013، كانت نسبة الأمريكيين الأفارقة 51.3%، ونسبة اللاتينيين 9.8% ونسبة الآسيويين 2%. أُعيد انتخابه في عام 2016. يعتبر راش، الذي كان عضوًا في الحزب الديمقراطي، السياسي الوحيد الذي هزم باراك أوباما في الانتخابات، وحدث ذلك في الانتخابات التمهيدية للديمقراطيين في عام 2000 في الدائرة الانتخابية الأولى في إلينوي.

## نشأته وتعليمه ونشاطه
وُلد راش في 23 نوفمبر عام 1946 في ألباني، ولاية جورجيا. بعد انفصال والدي راش عندما كان يبلغ من العمر سبع سنوات، نقلته والدته مع إخوته إلى مدينة شيكاغو، ولاية إلينوي، لينضموا إلى حركة الهجرة الكبرى للأمريكيين الأفارقة من الجنوب في بداية القرن العشرين. في عام 1963، انسحب راش من المدرسة الثانوية قبل تخرجه؛ وانضم إلى الجيش الأمريكي. أثناء وجوده في شيكاغو عام 1966، التحق بلجنة التنسيق الطلابية اللاعنفية، والتي ساعدت في إقرار القانون الوطني للحقوق المدنية في عامي 1964 و1965. في عام 1968، فرّ راش من الجيش وشارك في تأسيس فرع إلينوي للفهود السود. أنهى خدمته في وقت لاحق، وتسرح بشرف من الجيش.
طوال فترة الستينيات، شارك راش في حركة الحقوق المدنية وعمل في حملات العصيان المدني في جنوب الولايات المتحدة. بعد مشاركته في تأسيس فرع إلينوي لحزب الفهود السود في عام 1968، شغل منصب وزير الدفاع فيها. بعد مقتل الفهد الأسود فريد هامبتون في مداهمة للشرطة، قال راش: «يجب أن نتسلح»، ووصف الشرطة بالـ «الخنازير». في وقت سابق من نفس العام، تحدث راش عن عضويته في حزب فهود السود قائلًا: «كان السود يعيشون موقفًا دفاعيًا طوال هذه السنوات. الاتجاه الصحيح الآن هو عدم انتظار الهجوم. نحن نؤيد أعمال العنف العدوانية ضد هيكل السلطة» بعد وفاة هامبتون، أصبح راش القائم بأعمال رئيس حزب الفهود السود في إلينوي.
عمل راش في عديد من المشاريع اللاعنفية التي دعمت الفهود السود في المجتمعات الأمريكية الأفريقية، مثل تنسيق عيادة طبية تقدم اختبار فقر الدم المنجلي على نطاق غير مسبوق. سجن راش لمدة ستة أشهر في عام 1972 بتهمة حيازة الأسلحة، بعد أن حمل مسدسًا ودخل إلى مركز الشرطة. في عام 1974، غادر حزب الفهود السود، الذي كان يشهد حينها قلة في عضويته. وقال لمجلة بيبول: «بدأنا نمجد الاحتيال والمخدرات». قال راش، المسيحي المتدين المولود من جديد: «لا أنكر أي صلة لي بحزب الفهود السود - فقد كان جزءًا من مسيرتي في النضج».

## تعليمه الرسمي
في عام 1973، حصل راش على درجة البكالوريوس في الدراسات العامة مع مرتبة الشرف من جامعة روزفلت، وعلى درجة الماجستير في العلوم السياسية من جامعة إلينوي في شيكاغو عام 1974. وحصل على درجة في الدراسات اللاهوتية في مدرسة ماكورميك اللاهوتية عام 1978. في 13 مايو عام 2017، حصل راش على شهادة الدكتوراه الفخرية في العلوم الإنسانية من المعهد التقني في إلينوي لمساهماته البارزة في شيكاغو.

## السياسة

### سياسة شيكاغو
في عام 1974، رشح راش نفسه كعضو في مجلس مدينة شيكاغو، وهو الأول من بين العديد من السود المتطرفين الذين رغبوا بمناصب سياسية، لكنه خسر. تخلى حلفاء راش في حركة القوة السوداء عن الديمقراطيين في أعقاب الاضطرابات السياسية التي تلت وفاة واشنطن المفاجئة في عام 1987، وشكلوا حزبًا سياسيًا خاصًا بهم، وسموه على اسم العمدة الراحل. أغضب راش قادة حزب هارولد واشنطن بسبب رفضه اختيار مرشحيهم لشغل المناصب المحلية، ودعمه الديمقراطيين البيض أحيانًا بدلًا منهم. عمل راش مع الديمقراطيين العاديين وكوفئ بمنصب نائب رئيس حزب الدولة.
في عام 1999، رشح راش نفسه لمنصب عمدة شيكاغو، لكنه خسر أمام ريتشارد إم. دالي، وهو أمريكي من أصل إيرلندي كان والده يسيطر على المدينة منذ فترة طويلة بشغله منصب العمدة. بقي راش ناشطًا في السياسات المدنية والإقليمية.
في عام 2013، انتقد راش اقتراحًا من عضو مجلس الشيوخ الجمهوري السابق مارك كيرك باعتقال 18000 عضو من عصابة شيكاغو المسماة «تلاميذ العصابات». وصف راش اقتراح كيرك بكونه محاولة في «الاستيلاء على العناوين الرئيسية»، وقال «إنه حل يتخذه صبي أبيض من الطبقة الوسطى العليا النخبوية، لمشكلة لا يعرف عنها شيئًا». قال متحدث باسم كيرك إن عضو الكونغرس تعامل مع هذه القضايا لعقود.
في عام 2013، أُجبر أليكس كليفورد على الاستقالة من منصب الرئيس التنفيذي لشركة مترا، ولكن بعد وقت قصير من مغادرته، صدرت مذكرة تتهم راش بشكل غير مباشر باستخدام سلطته السياسية لتوجيه عقد بقيمة 50000 دولار إلى مجموعة أعمال في واشنطن.
في عام 2015، أيد راش العمدة رام إيمانويل في حملة إعادة انتخاب إيمانويل ضد جيسوس «تشاي» غارسيا.

## تأييد أوباما للرئاسة
على الرغم من كون راش صديق مقرب جدًا للرئيس السابق بيل كلينتون وزوجته، السياسية هيلاري كلينتون، أعلن راش في وقت مبكر من الانتخابات التمهيدية الديمقراطية لعام 2008 أنه سيدعم باراك أوباما. بعد فوز أوباما بالرئاسة وتخليه عن مقعده في مجلس الشيوخ، اقترح راش تعيين أميركي من أصل أفريقي لشغل هذا المقعد. قال راش خلال مؤتمر صحفي: «مع استقالة الرئيس المنتخب أوباما، ليس لدينا الآن أي من الأمريكيين الأفارقة في مجلس الشيوخ بالولايات المتحدة، ونعتقد أنه سيكون من العار الوطني عدم شغل هذا المقعد بأحد السياسيين الأمريكيين الأفارقة ذوي الكفاءة في إلينوي. «قال راش إنه لا يدعم شخصًا معينًا، وإنه لم يكن مهتمًا بشغل هذا المقعد. في 30 ديسمبر عام 2008، أعلن الحاكم رود بلاغوفيتش تعيينه للمدعي العام السابق لإلينوي، رولاند بوريس؛ كان راش حاضرًا في المؤتمر الصحفي وتحدث مؤيدًا لبوريس.

## حياته الشخصية
تزوج راش ثلاث مرات. كان زواجه الأول من ساندرا ميلان، منذ أن كان في التاسعة عشرة من عمره وحتى طلاقهما في عام 1973. أنجبا طفلان معًا. تزوج في وقت لاحق من منظمة المجتمع ورئيسة الدائرة الانتخابية والاستراتيجية السياسية كارولين توماس من عام 1980 أو 1981، حتى وفاتها من قصور القلب الاحتقاني في 13 مارس عام 2017. كان لديهما عائلة مختلطة من سبعة أطفال أحياء وقت وفاتها. في 30 يونيو عام 2018، تزوج للمرة الثالثة من الوزيرة والمؤلفة بوليت هولواي.
في عام 2008، خضع راش لاستئصال نوع نادر من الأورام الخبيثة من غدته اللعابية. كان راش عضوًا في أخوية لوتا في ثيتا. وفقًا لتحليل الحمض النووي الذي أُجري تحت رعاية البرنامج التلفزيوني، تعرف على تراثك، وُجد أنه ينحدر أساسًا من شعب الأشانتي في غانا. نسب راش انتخابه في الكونغرس إلى توني روبنز. ومن بين أبطاله أبراهام لنكولن وكيت كارسون وهوي بي نيوتن.